# Prove indipendenti sull'allunaggio dell'Apollo

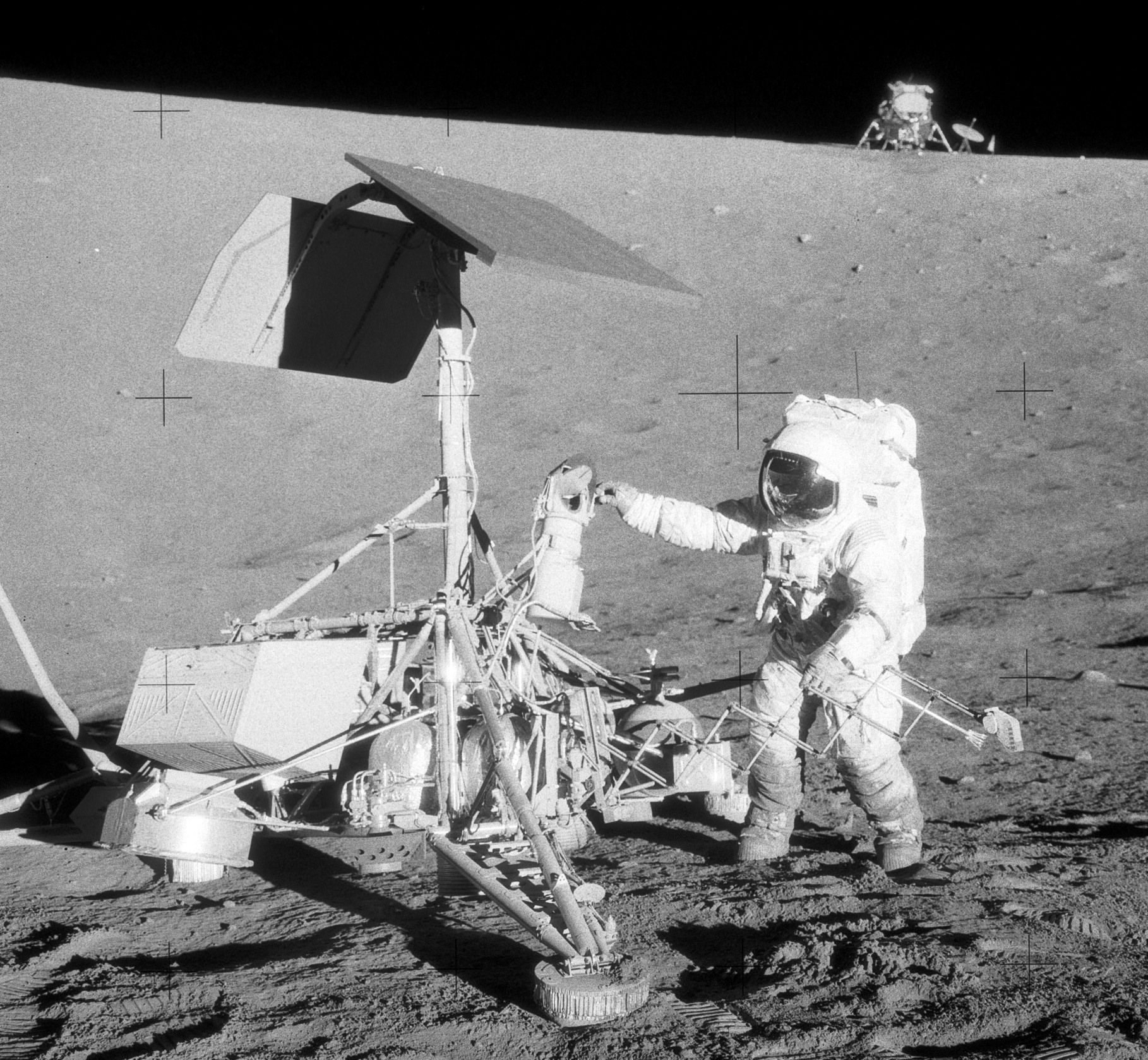
Pete Conrad, astronauta della missione Apollo 12, accanto al lander Surveyor 3. Parti del Surveyor furono riportate a Terra nel corso della missione Apollo 12. La videocamera (in prossimità della mano destra di Conrad) è oggi esposta nel National Air and Space Museum di Washington.

Per prove indipendenti sull'allunaggio dell'Apollo s'intendono tutti quegli elementi e prove prodotti da gruppi indipendenti che confermano l'avvenuto allunaggio dell'Apollo 11 nel 1969 e delle successive missioni del programma Apollo. Uno dei motivi per i quali organi terzi hanno documentato nel tempo prove dell'evento è da ricercarsi nella esistenza di teorie complottiste maturate negli anni che hanno posto in dubbio l'allunaggio dell'Apollo.

## Esistenza ed età delle rocce lunari
Sulla Luna furono raccolti un totale di 382 kg di rocce e polvere durante le missioni dell'Apollo 11, 12, 14, 15, 16 e 17 del programma Apollo. Circa 10 kg di campioni di rocce lunari sono stati distrutti durante le centinaia di esperimenti fatti dalla NASA e dagli scienziati di tutto il mondo. Questi esperimenti hanno confermato l'età e l'origine delle rocce come rocce lunari e sono state usate per identificare le meteoriti lunari ritrovate in Antartide. Le rocce lunari presentano segni di impatto di micrometeoriti che mancano sulle meteoriti (comprese quelle di origine lunare) trovate sulla Terra, perché durante l'ingresso delle meteore nell'atmosfera terrestre questi segni vengono bruciati e cancellati. Rispetto alle rocce terrestri, le rocce lunari sono risultate più ricche di elementi volatili e di alcuni isotopi, tra cui l'elio-3 (molto raro sulla crosta terrestre); ciò sarebbe dovuto all'assenza sulla Luna di atmosfera e campo magnetico.
Le rocce lunari sono vecchie di almeno 4,5 miliardi di anni, più vecchie quindi di almeno 200 milioni di anni rispetto alle più vecchie pietre terrestri le quali risalgono alla fine dell'adeano, cioè da circa 3,8 a 4,3 miliardi di anni fa. La composizione delle rocce riportate dalle missioni Apollo è molto simile a quella delle rocce recuperate dalle sonde spaziali nel corso del programma lunare sovietico.
Una roccia riportata dall'Apollo 17 è stata datata 4,417 miliardi di anni con un margine di errore di più o meno 6 milioni di anni. Il test è stato svolto da un gruppo di ricercatori guidati da Alexander Nemchin alla Curtin University of Technology a Benley in Australia.

## Nuove missioni lunari

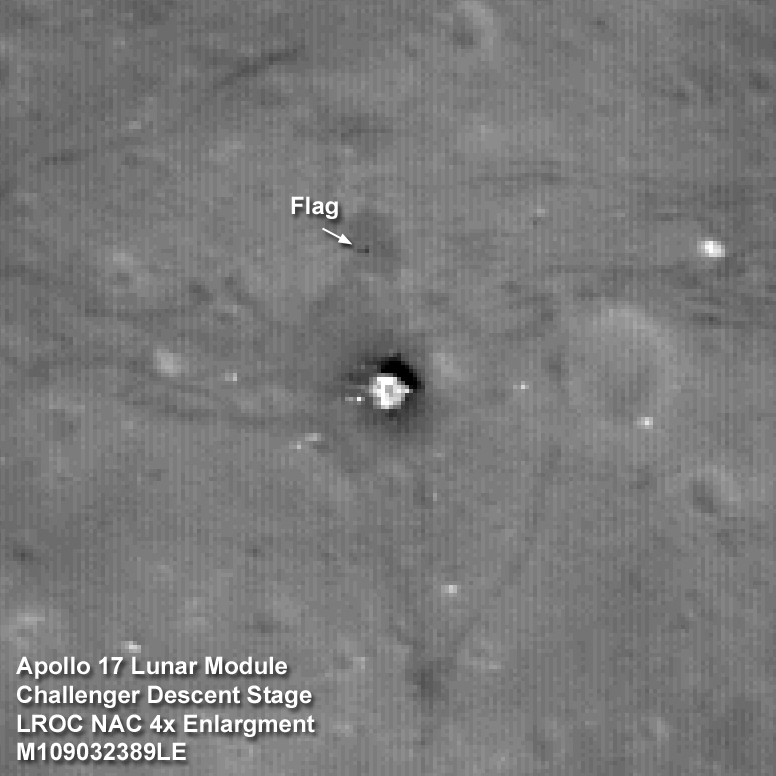
Immagine ad alta risoluzione del sito di atterraggio dell'Apollo 17 fotografato dalla missione LRO. Si nota il modulo di atterraggio Challenger Lunar e poco lontano la bandiera.

Nel luglio del 2009 la NASA ha pubblicato una serie di immagini realizzate durante la missione Lunar Reconnaissance Orbiter (LRO), che mostrano i moduli di atterraggio lunari rimasti sulla superficie , oltre ai luoghi degli esperimenti scientifici e, in un caso, le orme di un astronauta che collegano il modulo di atterraggio dell'Apollo 14 con un vicino esperimento scientifico. Queste foto dettagliatissime della Luna confermano direttamente gli sbarchi lunari.

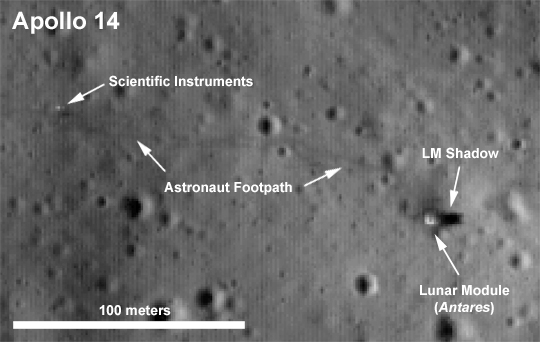
Sito di atterraggio di Apollo 14, fotografato dalla missione LRO.

Nel 2009 la macchina fotografica della missione Lunar Reconnaissance Orbiter ha fotografato il modulo di atterraggio del modulo lunare Apollo e il modulo Apollo Lunar Surface Experiment Package (ALSEP). Sebbene questa missione sia stata effettivamente gestita dalla NASA, la macchina fotografica e l'interpretazione delle immagini sono sotto il controllo di una serie di gruppi accademici, il principale dei quali è il LROC Science Operations Center della Arizona State University.
Dopo la ripresa delle immagini mostrate, la missione LRO si è spostata su un'orbita più bassa per consentire il funzionamento della macchina fotografica a risoluzione maggiore. In questo modo, i siti di atterraggio di Apollo 11 e Apollo 17 sono stati ripresi nuovamente a risoluzione più alta.

## I retroriflettori

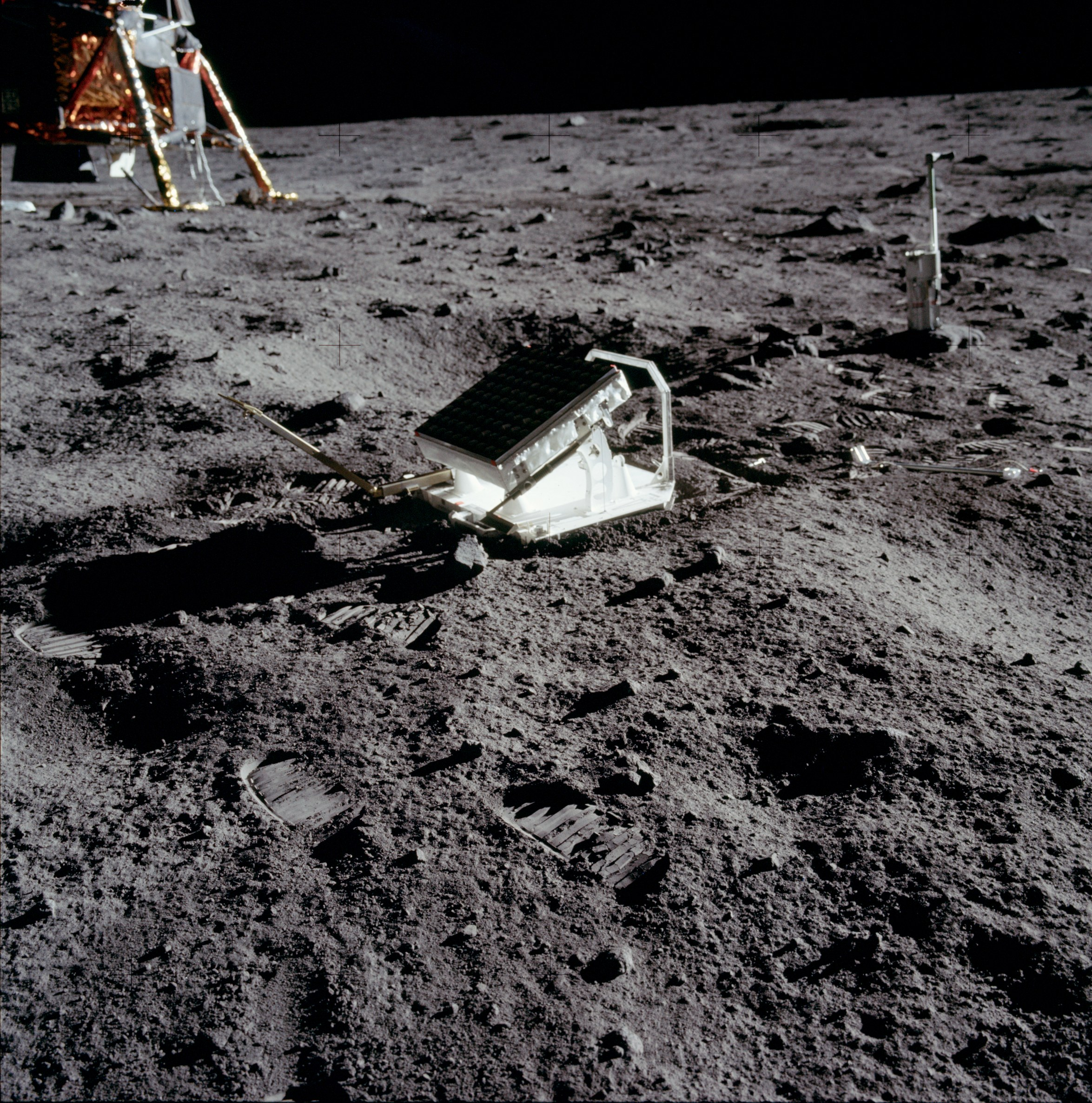
Il Laser Ranging Experiment lasciato sulla luna dalla missione Apollo 11.

La presenza di retroriflettori (specchi usati come bersaglio per raggi laser inviati da stazioni a Terra) per l'esperimento Lunar Laser Ranging (Laser Ranging RetroReflector; LRRR) lasciato sulla Luna sono la prova dell'avvenuto allunaggio.
Nella biografia di Neil Armstrong, si leggono le seguenti parole:
I seguenti osservatori indipendenti dalla NASA usano regolarmente l'Apollo LRRR: l'osservatorio della Costa Azzurra, l'osservatorio di McDonald, l'osservatorio di Apache Point, e l'osservatorio di Haleakalā.

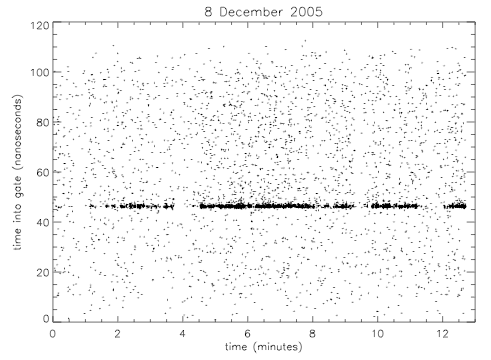
Questo documento mostra la presenza di oggetti artificiali sul suolo lunare coinvolto nell'atterraggio della missione Apollo.
Credit: The APOLLO (Lunar Laser Ranging) Collaboration.

L'immagine mostra alcune delle prove più incontrovertibili. In questi esperimenti un laser viene ripetutamente indirizzato sulla Luna nel settore dove allunò l'Apollo. I punti mostrano i fotoni che vengono ricevuti dalla Luna. La linea scura mostra che un grande numero torna indietro in un dato tempo, quindi è riflesso da qualcosa di abbastanza piccolo (di dimensione molto inferiore al metro). I fotoni riflessi dalla superficie invece tornano indietro in tempi molto diversi (la scala verticale del grafico corrisponde a circa solamente 30 metri). La concentrazione di fotoni in un certo tempo specifico si evidenzia solo quando il laser è puntato nelle zone di atterraggio dell'Apollo; negli altri, è osservata una distribuzione senza particolari caratteristiche. I retroriflettori delle missioni Apollo sono in uso ancora oggi.
In ogni caso, anche se la presenza dei retroriflettori è una forte prova che sulla Luna sono presenti manufatti umani nelle posizioni specificate dalla NASA, questo tuttavia non prova che l'uomo abbia messo piede sulla luna: piccoli retroriflettori furono portati sulla Luna da missioni prive di astronauti come Lunochod 1 e Lunochod 2. Come per i retroriflettori portati dalle missioni Apollo anche quelli del Lunochod 2 sono ancora in uso.

## I sismometri lunari
Le missioni lunari Apollo hanno lasciato sulla superficie della Luna sismometri molto sensibili con una struttura complessa, progettati per la rilevazione dei dati di sismicità lunare; questi sismometri (ad eccezione di quello lasciato dall'Apollo 11) sono stati attivi fino al 1977, fornendo un'abbondante quantità di dati che hanno permesso agli scienziati di distinguere vari tipi di eventi sismici. Per funzionare correttamente, questi strumenti dovevano essere sistemati accuratamente sul suolo lunare (che ha una superficie irregolare), perciò gli astronauti li collocarono manualmente con l'aiuto di livelle. Come ha fatto notare l'astrofisico Harald Lesch, un robot non avrebbe potuto posizionare questi strumenti con la necessaria precisione. Prima delle missioni Apollo, tre sonde statunitensi (Ranger 3, Ranger 4 e Ranger 5) portarono sulla Luna dei sismometri, ma erano di tipo molto più semplice e posti all'interno di capsule che dovevano essere sganciate sul suolo lunare; il fallimento di queste tre missioni portò alla perdita delle sonde e anche dei sismometri. Le sonde statunitensi del successivo programma Surveyor non portarono sulla Luna sismometri e neanche i robot sovietici Lunochod.

## Fotografie in ultravioletto

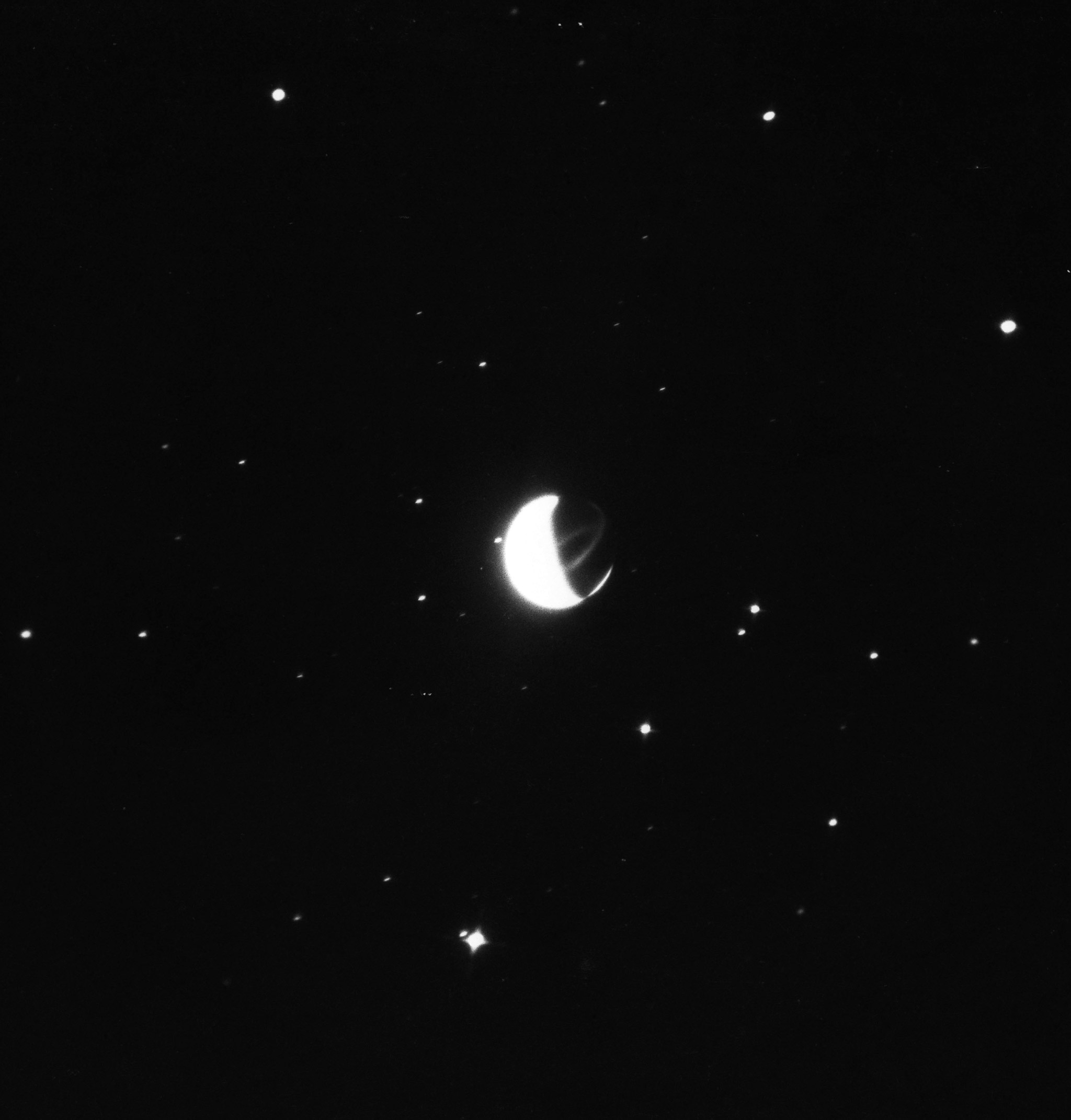
Fotografia a lunga esposizione scattata dalla superficie lunare dall'Apollo 16 utilizzando una speciale macchina fotografica sensibile all'ultravioletto. Si può vedere la Terra con le stelle sullo sfondo posizionate in modo corretto.

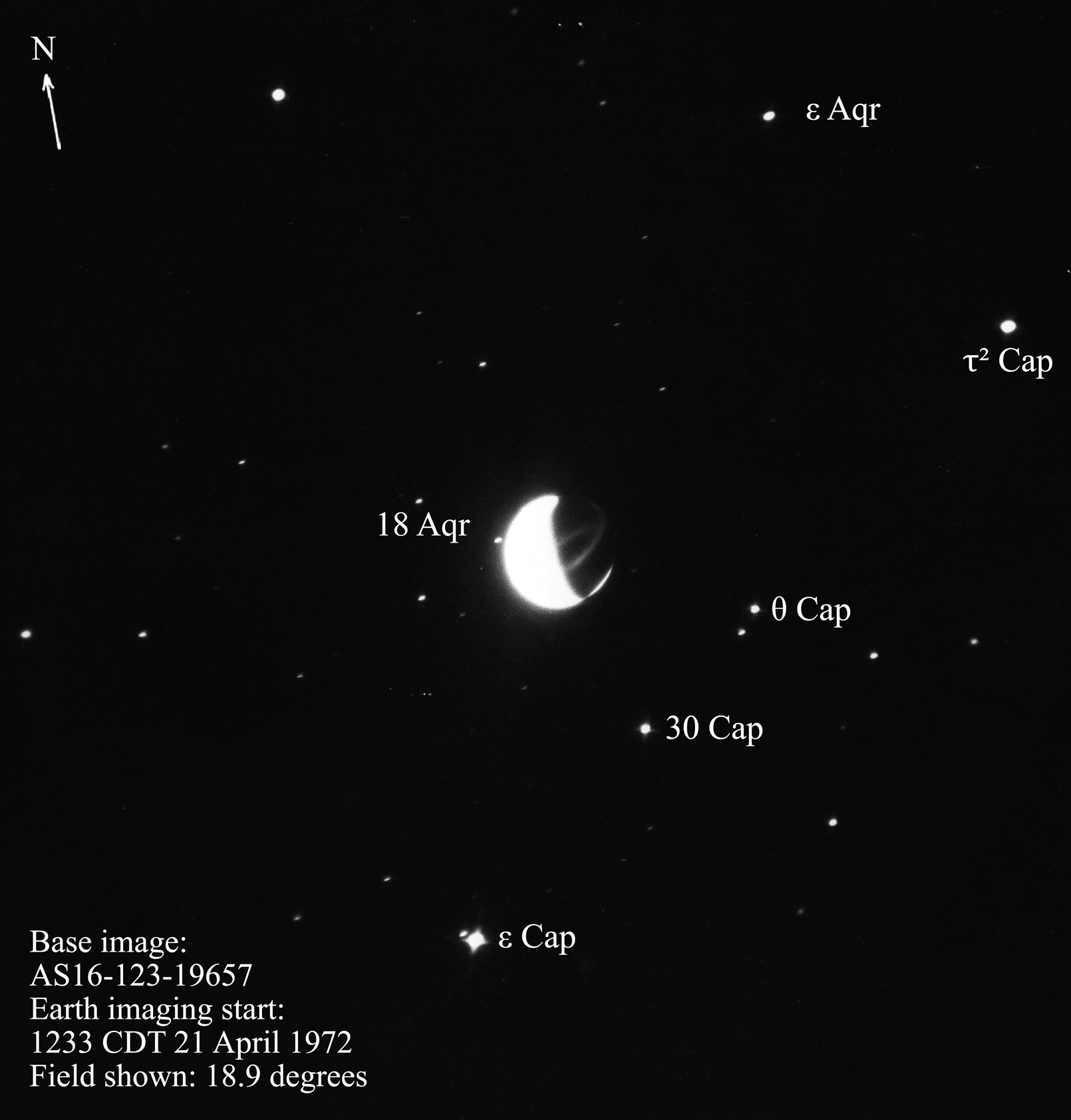
Fotografia nell'ultravioletto con alcune stelle etichettate.

Il 21 aprile 1972 l'Apollo 16 scattò alcune fotografie a lunga esposizione dalla superficie lunare, utilizzando una speciale macchina fotografica sensibile all'ultravioletto.  Alcune di queste fotografie mostrano la Terra con alcune stelle della costellazione del Capricorno e dell'Acquario sullo sfondo. Successivamente, il satellite TD-1, realizzato congiuntamente dal Belgio e dalla Gran Bretagna scansionò il cielo alla ricerca di stelle luminose nell'ultravioletto. I dati del satellite TD-1, ottenuti con la banda passante più stretta possibile sono molto vicini alle fotografie dell'Apollo 16.

## Fotografie dalla missione SELENE
Nel 2008, la sonda lunare SELENE della Japan Aerospace Exploration Agency (JAXA) scattò numerose fotografie che mostrano tracce degli allunaggi.
In questo confronto si può vedere a sinistra una foto scattata sulla superficie lunare dagli astronauti di Apollo 15 a luglio o agosto 1971, a destra una ricostruzione 3D, effettuata nel 2008, ottenuta dalle fotografie scattate da SELENE in orbita lunare, con la macchina fotografica da superficie con risoluzione di 10 metri. Come si può vedere, la corrispondenza è molto stretta.
Inoltre, nel maggio 2008 l'alone generato sulla superficie lunare dai gas di scarico del modulo di allunaggio di Apollo 15 fu fotografato e riconosciuto dall'analisi comparativa delle fotografie. Si è notata una forte corrispondenza con le fotografie scattate dal Modulo di Comando di Apollo 15 che mostra una variazione della riflettività della superficie dovuta ai gas, ed è la prima traccia visibile di atterraggi umani sulla Luna dalla chiusura del programma Apollo.

## Fotografie della missione Chandrayaan-1
Nel gennaio del 2009 anche la sonda Chandrayaan-1 dell'Agenzia Spaziale Indiana ha fotografato il sito dell'allunaggio dell'Apollo 15, confermando la presenza sulla superficie lunare dell'alone generato dai gas di scarico del modulo di atterraggio della missione statunitense rilevato dalle foto della sonda giapponese SELENE.

## Le missioni dell'Apollo tracciate da enti terzi
Al di fuori della NASA, molti altri soggetti, o enti, hanno seguito e osservato le missioni Apollo. Nelle ultime missioni la NASA stessa ha pubblicato informazioni a proposito di dove e quando si sarebbero potute osservare le varie missioni, basandosi sull'ora di lancio e sulle traiettorie previste.

### Osservatori delle missioni
I sovietici monitorarono le missioni presso lo Space Transmissions Corps che era "equipaggiato con le migliori tecnologie per la sorveglianza e la raccolta di informazioni".. Vasilij Pavlovič Mišin ("The Moon Programme That Faltered."), in Spaceflight. 33 (March 1991): 2-3 descrive come il programma lunare sovietico andò in declino dopo le missioni Apollo.
Le missioni furono tracciate dai radar di molte nazioni nel tragitto verso e dalla Luna.
In Australia, l'Honeysuckle Creek Tracking Station monitorò le trasmissioni dall'Apollo, e in particolare:
- il radio telescopio di Tidbinbilla effettuò le osservazioni.
- la stazione Carnarvon ricevette le trasmissioni radio.
- La Deaking Switching Station fu la stazione di switch per la trasmissione televisiva delle immagini dell'Apollo.

### Apollo 8
- Il 21 dicembre 1968, alle 18:00 UT, alcuni astronomi dilettanti in Gran Bretagna (H.R. Hatfield, M.J. Hendrie, F. Kent, Alan Heath e M.J. Oates) fotografarono lo stadio S-IVB, oramai abbandonato, nella fase di scarico combustibile.[27]
- L'osservatorio del Pic du Midi (nei Pirenei Francesi), il Catalina Station of the Lunar and Planetary Laboratory (Arizona University), il Corralitos Observatory nel New Mexico, gestito poi dalla Northwestern University, il McDonald Observatory della University of Texas e il Lick Observatory della University of California hanno tutti registrato delle osservazioni.[27]
- Intorno alle 17:10 UT del 21 dicembre, il Dr. Michael Moutsoulas dell'osservatorio del Pic du Midi, utilizzando il telescopio rifrattore da 1,1 metri, registrò un primo avvistamento di un oggetto di (magnitudine circa 10, attraverso le nubi) che si muoveva verso est, nei pressi della posizione presunta di Apollo 8. Utilizzò poi un telescopio rifrattore da 60 cm per osservare un gruppo di oggetti, che furono oscurati dall'apparizione di una nube scura nel momento in cui è stato riportato l'azionamento del motore del modulo di servizio per assicurare la necessaria separazione dallo stadio S-IVB. Questo evento può essere estratto dal giornale di bordo di Apollo 8, notando che il lancio avvenne il 21 dicembre alle 07:51 EST (equivalente alle 12:51 UT).[27]
- Justus Dunlap insieme ad altri colleghi del Corralitos Observatory (gestito dalla Northwestern University) ha ottenuto più di 400 immagini ingrandite a breve esposizione, fornendo delle localizzazioni molto accurate delle navicelle.[27]
- Il telescopio Struve da 2.1 m del McDonald Observatory, dalle 01:50 alle 2:37 UT osservò un oggetto molto luminoso (magnitudine 15), con una luminosità periodica di circa un minuto.[27]
- Le osservazioni del Lick Observatory durante il viaggio di ritorno verso la Terra furono trasmesse in diretta TV agli spettatori della Costa Ovest tramite la TV KQED-TV di San Francisco.
- Nel marzo 1969 fu pubblicato un articolo su Sky & Telescope.[27]
- La prima osservazione dopo il lancio fu effettuata dalla stazione in Maui dello Smithsonian Astrophysical Observatory (SAO), e fu osservata l'accensione per la fase TLI (Trans Lunar Injection), il 21 dicembre alle 15:44 UT circa.
- La stazione di Table Mountain, del programma Deep Space Network, riporta di aver tracciato tutte le missioni lunari Apollo tranne la 17.
- Bernard Scrivener (di Honeysuckle Creek) ha personalmente registrato dalle 45 alle 50 ore di conversazioni radio tra Houston e Apollo 8. Queste registrazioni contengono tutte le tracce radio originali e non sono state diffuse al pubblico tramite la NASA.[30]

### Apollo 10
- La rivista Sky & Telescope nel numero di luglio 1969 (pp. 62–63, articolo "Apollo 10 Optical Tracking"), riportò una serie di avvistamenti dell'Apollo 10.

### Apollo 11
- Il direttore del Bochum Observatory (prof. Heinz Kaminski) fu in grado di confermare eventi e dati indipendentemente sia dall'agenzia spaziale statunitense che da quella sovietica.[31]
- Sulla rivista Sky and Telescope, numero di novembre 1969, pp. 358–359, è stata riportata una lista di osservazioni (articolo "Observations of Apollo 11").
- La "Madrid Apollo Station" che fa parte del Deep Space Network, costruito a Fresnedillas, vicino a Madrid, Spagna seguì l'Apollo 11.[32]
- La Goldstone Tracking Station, in California, seguì l'Apollo 11.[33]
- Al Jodrell Bank Observatory, in Gran Bretagna, il radiotelescopio fu utilizzato per osservare la missione, come molti anni prima per le missioni Sputnik.[34] Contemporaneamente, gli scienziati del Jodrell Bank osservarono la sonda automatica sovietica Luna 15, che tentava di atterrare sulla Luna.[35] Nel luglio del 2009, Jodrell pubblicò alcune delle registrazioni effettuate.[36]
- Larry Baysinger, un tecnico della radio WHAS di Louisville, Kentucky, scoprì e registrò (indipendentemente) le trasmissioni radio di Apollo 11 tra gli astronauti sulla superficie lunare e il modulo di comando.[37] Le registrazioni effettuate da Baysinger presentano caratteristiche simili a quelle effettuate al Bochum Observatory da Heinz Kaminski (vedi sopra). Entrambe le registrazioni di Kaminski e Baysinger non includono il Capcom di Houston e i relativi toni Quindar che si sentono nelle registrazioni audio NASA e che sono riportate nelle trascrizioni NASA di Apollo 11. Infatti Kaminski e Baysinger poterono solo udire le trasmissioni dalla Luna alla Terra, e non quelle dalla Terra alla Luna.[31][38]

### Apollo 12

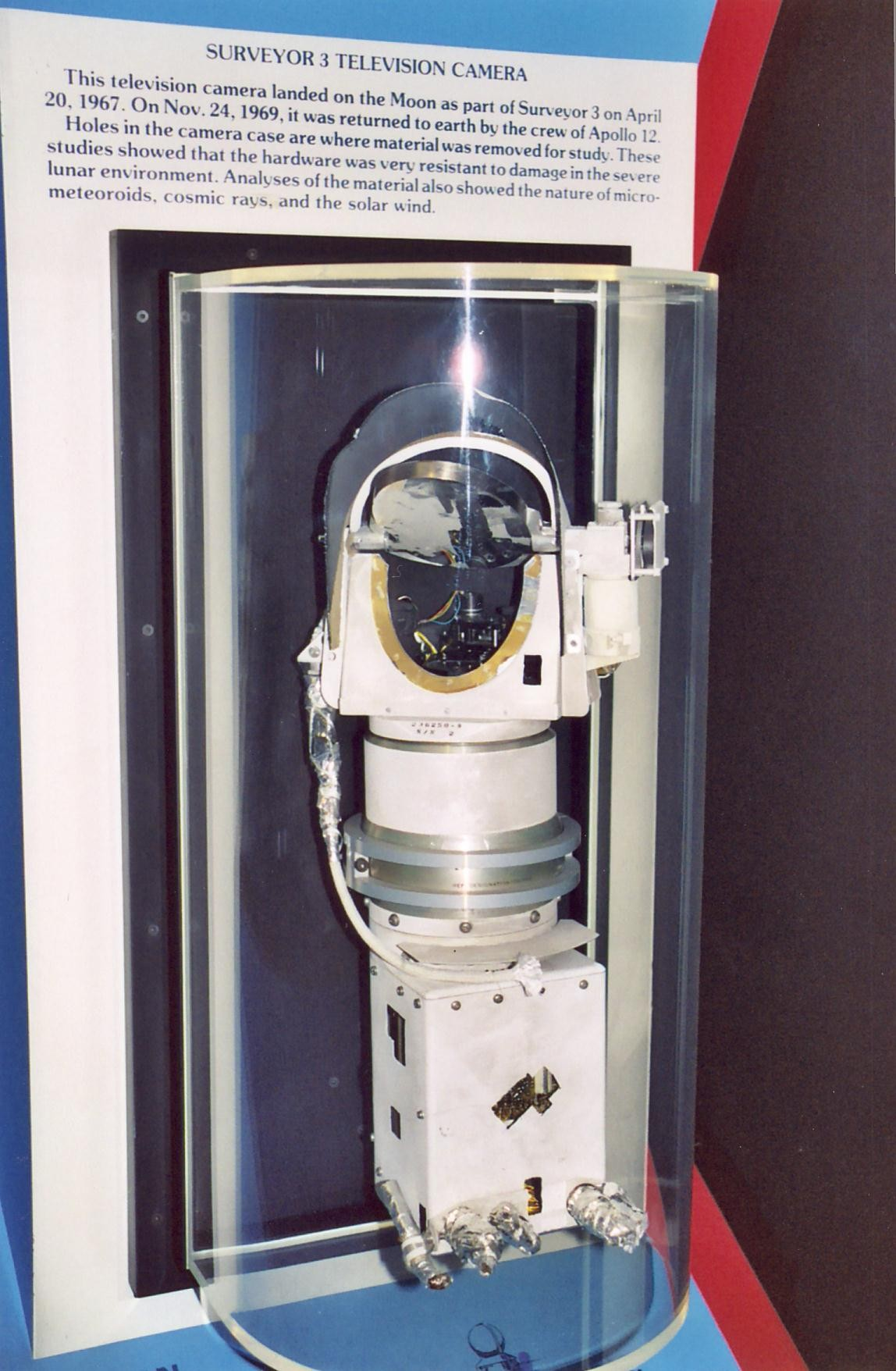
La videocamera di Surveyor 3, riportata indietro dalla Luna da Apollo 12, esposta al National Air and Space Museum

Paul Maley riportò numerosi avvistamenti del modulo di comando di Apollo 12.
Alcune parti di Surveyor 3, che atterrò sulla Luna nell'aprile 1967, furono riportate sulla Terra da Apollo 12. È stato determinato che queste parti sono state esposte all'ambiente lunare.

### Apollo 13
Il calendario del Chabot Observatory riporta il tracciamento ottico delle fasi finali della missione Apollo 13, il 17 aprile 1970:

### Apollo 14
Elaine Halbedel, del Corralitos Observatory, fotografò l'Apollo 14.

### Apollo 15
La mattina del 1º agosto 1971, Paul Wilson e Richard T. Knadle Jr. ricevettero trasmissioni radio dal modulo di comando in orbita lunare. In un articolo per la rivista QST dettagliarono il loro lavoro, con fotografie.

### Apollo 16
Il Jewett Observatory della Washington State University riportò avvistamenti dell'Apollo 16.
Il Honeysuckle Creek seguì l'Apollo 16 e registrò le trasmissioni audio dell'atterraggio.
Almeno due differenti radioamatori, W4HHK e K2RIW, riportarono la ricezione di segnali dell'Apollo 16, con attrezzature amatoriali.
Il Bochum Sternwarte, in Germania, seguì gli astronauti e intercettò le trasmissioni TV dall'Apollo 16. Il segnale TV fu poi convertito in standard PAL bianco e nero e registrato su un nastro da 2" tramite il loro registratore a quattro canali. La trasmissione proviene solo dagli astronauti e non contiene alcuna voce da Houston (il segnale infatti è stato ricevuto solo dalla Luna). I nastri sono conservati in sito.

### Apollo 17
Sven Grahn ha descritto parecchi rilevamenti amatoriali di Apollo 17.

## Progetti futuri che potranno generare ulteriori prove
Quando saranno costruiti nuovi mezzi di ricerca come sonde orbitanti e telescopi, sorgerà naturalmente la questione se potranno vedere i manufatti dell'Apollo rimasti sulla Luna.
- Nel 2002 alcuni astronomi hanno suggerito di usare il Very Large Telescope per esaminare i siti di allunaggio.[46]